# Aaptos
Aaptos is een sponsgeslacht in de taxonomische indeling van de gewone sponzen (Demospongiae). Het geslacht behoort tot de familie Suberitidae. Aaptos werd in 1867 voor het eerst wetenschappelijk beschreven door Gray. Het geslacht bestaat uit 20 soorten. 

## Onderliggende soorten
- Aaptos aaptos (Schmidt, 1864)
- Aaptos alphiensis Samaai & Gibbons, 2005
- Aaptos bergmanni de Laubenfels, 1950
- Aaptos ciliata (Wilson, 1925)
- Aaptos confertus Kelly-Borges & Bergquist, 1994
- Aaptos duchassaingi (Topsent, 1889)
- Aaptos durissima (Carter, 1882)
- Aaptos globosum Kelly-Borges & Bergquist, 1994
- Aaptos glutinans Moraes, 2011
- Aaptos horrida (Carter, 1886)
- Aaptos kanuux Lehnert, Hocevar & Stone, 2008
- Aaptos laxosuberites (Sollas, 1902)
- Aaptos niger Hoshino, 1981
- Aaptos nuda (Kirkpatrick, 1903)
- Aaptos papillata (Keller, 1880)
- Aaptos pernucleata (Carter, 1870)
- Aaptos robustus Plotkin & Janussen, 2008
- Aaptos rosacea Kelly-Borges & Bergquist, 1994
- Aaptos suberitoides (Brøndsted, 1934)
- Aaptos tentum Kelly-Borges & Bergquist, 1994
- Aaptos vannamei de Laubenfels, 1935